# Liste der Pfarren im Dekanat Rechnitz
Das Dekanat Rechnitz ist ein Dekanat der römisch-katholischen Diözese Eisenstadt.

## Pfarren mit Kirchengebäuden
| Pfarre                 | Seelsorgeraum | Patrozinium             | Kirchengebäude | Bild |
| ---------------------- | ------------- | ----------------------- | --- | ---- |
| Dürnbach               |               | Mariä Himmelfahrt       | Pfarr- und Wallfahrtskirche Dürnbach |      |
| Großpetersdorf         | Via Pacis     | Hl. Michael             | Pfarrkirche Großpetersdorf Filialkirche Kleinpetersdorf, Filialkirche Kleinzicken, Filialkirche Miedlingsdorf, Filialkirche Welgersdorf                         |      |
| Hannersdorf            |               | Mariä Geburt            | Pfarrkirche Hannersdorf Filialkirche Burg, Filialkirche Woppendorf                                                                                              |      |
| Jabing                 | Via Pacis     | Hl. Anna                | Pfarrkirche Jabing |      |
| Kirchfidisch           |               | Hll. Petrus und Paulus  | Pfarrkirche Kirchfidisch Filialkirche Badersdorf, Filialkirche Kohfidisch                                                                                       |      |
| Markt Neuhodis         |               | Hl. Johannes der Täufer | Pfarrkirche Markt Neuhodis Filialkirche Althodis |      |
| Mischendorf            |               | Hl. Ladislaus           | Pfarrkirche Mischendorf Filialkirche Kotezicken, Filialkirche Neuhaus in der Wart, Filialkirche Rohrbach an der Teich                                           |      |
| Neumarkt im Tauchental | Via Pacis     | Hl. Nikolaus            | Pfarrkirche Neumarkt im Tauchental Filialkirche Allersdorf, Filialkirche Allersgraben, Filialkirche Mönchmeierhof, Filialkirche Podler, Filialkirche Rauhriegel |      |
| Oberkohlstätten        | Via Pacis     | Hl. Leonhard            | Pfarrkirche Oberkohlstätten Filialkirche Glashütten bei Schlaining, Filialkirche Unterkohlstätten                                                               |      |
| Rechnitz               |               | Hl. Katharina           | Pfarrkirche Rechnitz |      |
| Schachendorf           |               | Hl. Martin              | Pfarrkirche Schachendorf |      |
| Schandorf              |               | Hl. Anna                | Pfarrkirche Schandorf |      |
| Stadtschlaining        | Via Pacis     | Hl. Josef               | Pfarrkirche Stadtschlaining Filialkirche Altschlaining |      |
| Weiden bei Rechnitz    |               | Hl. Johannes Nepomuk    | Pfarrkirche Weiden bei Rechnitz Filialkirche Oberpodgoria, Filialkirche Rumpersdorf, Filialkirche Unterpodgoria, Filialkirche Zuberbach                         |      |

## Dekanat Rechnitz
Siehe auch → Liste der Dekanate der Diözese Eisenstadt
Das Dekanat umfasst 14 Pfarren.
Dechanten
- 2012–2017 Damian Prus, Pfarrmoderator in Mischendorf, Kirchfidisch und Hannersdorf[1]
- 2017–0000 Sebastian Edakarottu, Pfarrmoderator in Großpetersdorf, Jabing, Neumarkt im Tauchental, Oberkohlstätten und Stadtschlaining[2]